# Jana Sýkorová

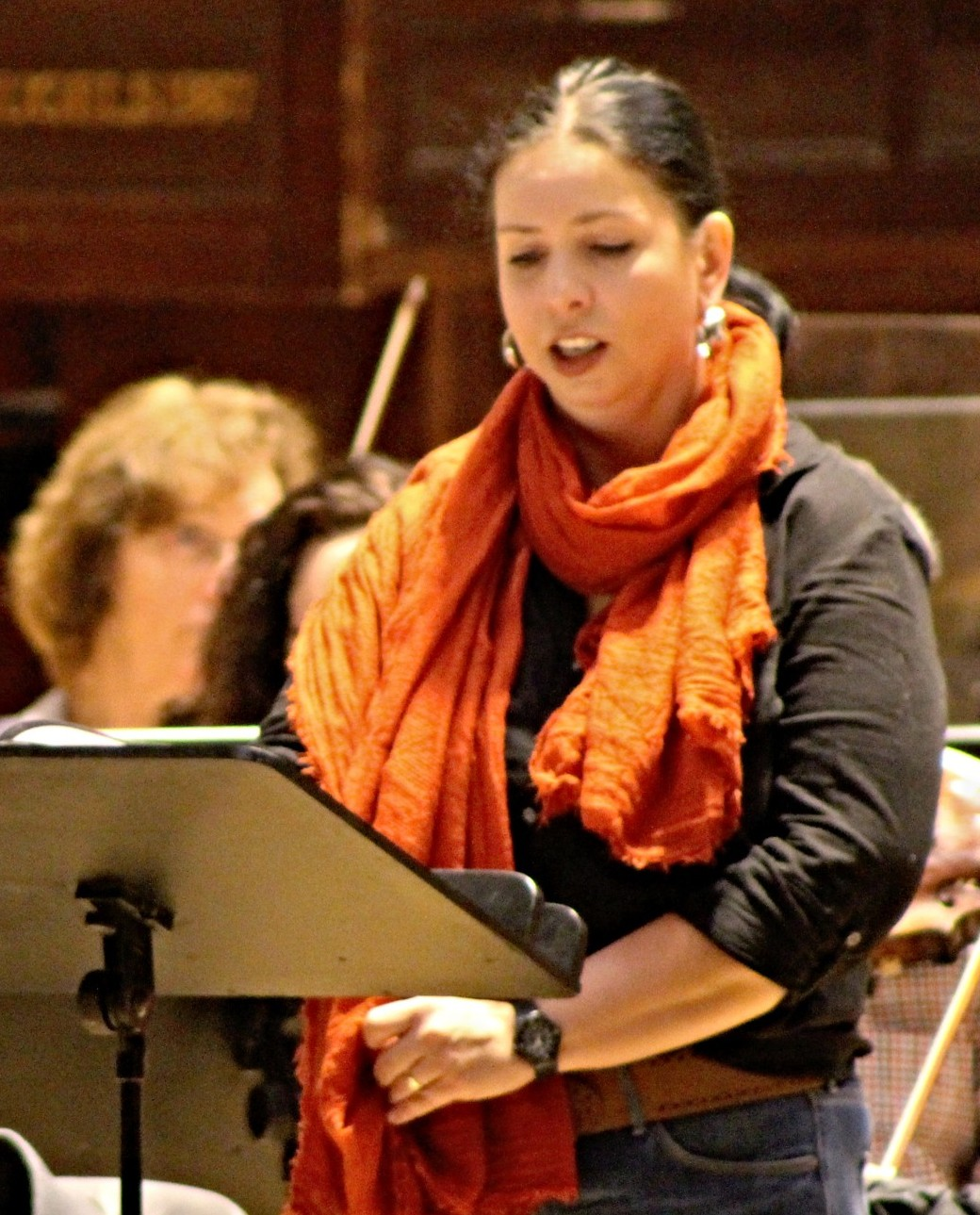
Jana Sýkorová als Solistin bei einer Aufführung des Stabat Mater von Antonín Dvořák

Jana Sýkorová (* 9. Juni 1973) ist eine tschechische Opernsängerin (Alt und Mezzosopran), die auch als Lied- und Konzertsängerin auftritt.

## Biografie
Jana Sýkorová studierte am Prager Konservatorium für Musik bei Brigita Sulkova Gesang, nahm an Meisterklassen von Eva Randová (Stuttgart) und Mikhail Tomashov (Sofia) teil und arbeitete mit Jiri Kotouc an Barockmusik. Seit 1999 ist sie Solistin an der Staatsoper Prag und stellte dort bedeutende Rollen des Alt- und Mezzosopranfachs dar, darunter die Carmen, Fenena in Nabucco, Maddalena in Rigoletto, Ulrica in Ein Maskenball, Olga in Eugen Onegin sowie Hauptrollen bei Uraufführungen zeitgenössischer Opern. Seit 2002 ist sie auch regelmäßiger Gast am Prager Nationaltheater, u. a. ebenfalls als Carmen und als Katinka in Die Teufelskäthe. Ihre Konzerttätigkeit führte sie außerdem als Solistin in Oratorien und symphonischen Werken in Konzertsäle verschiedener europäischer Länder.
Die Aufmerksamkeit der internationalen Kritik gewann Jana Sýkorová durch die Darstellung von Laurent Petitgirards Elephant Man bei der Premiere in Nizza im Jahr 2002. Ihr Debüt am Royal Opera House Covent Garden gab sie im Juli 2007 als Maddalena in Rigoletto und trat dort in 2008 auch als Mercedes in Carmen auf. Die Maddalena stellte sie auch in Nizza und Dijon dar, doch bildeten weiterhin die Opernhäuser Prags und anderer tschechischer Städte den Schwerpunkt ihrer Tätigkeit als Opernsängerin.

## Preise und Auszeichnungen
- 1995 Erster Preis, Internationaler Wettbewerb der Konservatorien für Musik, Pardubice
- 1996 Jarmila Novotná Preis, Antonín Dvořák Internationaler Gesangswettbewerb, Karlovy Vary
- 1997 Erster Preis und Ehrung als Nachwuchskünstler, Antonín Dvořák Internationaler Gesangswettbewerb, Karlovy Vary
- 1997 Preis des tschechischen Rundfunks für die beste Wiedergabe einen Liederzyklus aus dem 20th Jahrhundert, Antonín Dvořák Internationaler Gesangswettbewerb, Karlovy Vary
- 1997 Stanislaw Moniuszko Preis, Antonín Dvořák Internationaler Gesangswettbewerb, Karlovy Vary
- 1998 Europäischer Förderpreis für junge Künstler

## Repertoire

### Opernrollen
Jana Sýkorová stellte eine Vielzahl von Opernrollen dar, darunter die folgenden:
- Azucena (Der Troubadur)
- Carmen (Carmen)
- Charlotte (Werther)
- Fenena (Nabucco)
- Ježibaba (Rusalka)
- Katinka (Die Teufelskäthe)
- Maddalena (Rigoletto)
- Prinz Orlowsky (Die Fledermaus)
- Olga (Eugen Onegin)
- Suzuki (Madama Butterfly)
- Ulrica (Ein Maskenball)
- Varvara (Katja Kabanowa)

### Oratorien und symphonische Werke
Ihr  Konzertrepertoire umfasst die Altpartien von Oratorien und symphonischen Werken von der Barockzeit bis zur Moderne.  Es zählen dazu viele Werke der Romantik und Spätromantik wie z. B. das Requiem und Die heilige Ludmilla von  Antonín Dvořák, das Requiem von Giuseppe Verdi, das Te Deum von Anton Bruckner, die Altrhapsodie von Johannes Brahms, Altsoloparts der Symphonien von Gustav Mahler.

### Lieder
Zu ihrem Liedrepertoire zählen Werke tschechischer Komponisten wie Antonín Dvořák, Leoš Janáček, Bohuslav Martinů, von französischen Komponisten, von Manuel de Falla und Dmitri Schostakowitsch. Hinzu kommen Orchesterliederzyklen von Richard Wagner (Wesendonck-Lieder) und Gustav Mahler (Kindertotenlieder, Das Lied von der Erde).

## Diskografie

### DVD
- Joseph Merrick, the Elephant Man, Oper von Laurent Petitgirard mit Jana Sýkorová in der Hauptrolle. Aufnahme vom 29. Nov. 2002 an der Oper Nizza. Erschienen bei Naxos, 2004

### Tonaufnahmen
- Antonín Dvořák, Die Dickschädel, Oper in einem Akt. Jana Sýkorová als Witwe Říhova, Prague Chamber Philharmonic, Jiří Bělohlávek. Supraphon, 2005.
- Antonín Dvořák, Requiem. Czech Philharmonic Choir, Brno Philharmonic Orchestra, Petr Fiala conductor. Arco Diva, 2011.
- Leoš Janáček, Glagolitic Mass. Prague Philharmonic Choir, Lukáš Vasilek Chorleiter, Tomáš Netopil Dirigent. Supraphon 2014.
- Antonín Dvořák, Moravian Duets op. 29, op. 32; Vier Duette op. 38; Opernduette von Délibes, Puccini, Mozart, Offenbach. Simona Procházková, Sopran, Jana Sýkorová, Alt, Bronislav Procházka, Klavier. RKM, 2015.[7]